# Humno (Dehtáře)
Humno je zaniklá osada, která se nacházela nedaleko vesnice Dehtáře. V minulosti patřila vyšebrodskému klášteru. První písemná zmínka pochází z roku 1379 a náleželo k ní šest lánů pozemků. V roce 1479 byla na příkaz Voka II. a Petra IV. z Rožmberka vysídlena a zatopena nově vybudovaným rybníkem Dehtář. Vyšebrodský klášter následně jako vyrovnání dostal od Rožmberků dvě vesnice u Vyššího Brodu.